# Championnat du monde des voitures de sport 1973
1972 1974
Le Championnat du monde des voitures de sport 1973 est la 21e saison du Championnat du monde des voitures de sport (WSC) FIA. Il est ouvert aux voitures Sport pour la catégorie S et aux Grand Tourisme pour la catégorie GT. Ce championnat s'est couru du 3 février 1973 au 21 juillet 1973, comprenant dix courses.

## Calendrier
| Manche | Course                         | Circuit                        | Participants | Date           |
| ------ | ------------------------------ | ------------------------------ | ------------ | -------------- |
| 1      | 24 Heures de Daytona           | Daytona International Speedway | 53           | 3 au 4 février |
| 2      | 6 Heures de Vallelunga         | Vallelunga                     | 22           | 25 mars        |
| 3      | 1 000 km de Dijon              | Dijon-Prenois                  | 19           | 15 avril       |
| 4      | 1 000 km de Monza              | Autodromo Nazionale di Monza   | 36           | 25 avril       |
| 5      | 1 000 km de Spa                | Circuit de Spa-Francorchamps   | 28           | 6 mai          |
| 6      | Targa Florio                   | Palermo                        | 76           | 13 mai         |
| 7      | 1 000 km du Nürburgring - ADAC | Nürburgring                    | 49           | 27 mai         |
| 8      | 24 Heures du Mans              | Le Mans                        | 55           | 9 au 10 juin   |
| 9      | 1 000 km de Zeltweg†           | Österreichring                 | 18           | 24 juin        |
| 10     | 6 Heures de Watkins Glen       | Watkins Glen International     | 30           | 21 juillet     |

† - Course n'acceptant que les voitures Sport, les GT ne participant pas.

## Résultats de la saison

### Attribution des points
Les points sont distribués aux dix premiers de chaque course dans l'ordre de 20-15-12-10-8-6-4-3-2-1 points.
Les constructeurs ne reçoivent les points que de leur voiture la mieux classée, les autres voitures du même constructeur ne marquant aucun point.

### Courses
| Manche | Circuit           | Équipe vainqueur Sports-Prototype | Équipe vainqueur GT                             | Résultats |
| Manche | Circuit           | Pilote vainqueur Sports-Prototype | Pilote vainqueur GT                             | Résultats |
| ------ | ----------------- | --------------------------------- | ----------------------------------------------- | --------- |
| 1      | Daytona           | #59 Brumos Porsche                | #22 North American Racing Team                  | Résultats |
| 1      | Daytona           | Hurley Haywood Peter Gregg        | François Migault Milt Minter                    | Résultats |
| 2      | Vallelunga        | #5 Équipe Matra Simca             | #9 Martini Racing                               | Résultats |
| 2      | Vallelunga        | Henri Pescarolo Gérard Larrousse  | Willi Kauhsen George Follmer                    | Résultats |
| 3      | Dijon-Prenois     | #2 Équipe Matra Simca             | #26 Martini Racing                              | Résultats |
| 3      | Dijon-Prenois     | Henri Pescarolo Gérard Larrousse  | Herbert Müller Gijs van Lennep                  | Résultats |
| 4      | Monza             | #1 SpA Ferrari SEFAC              | #84 Porsche Kremer Racing                       | Résultats |
| 4      | Monza             | Brian Redman Jacky Ickx           | Erwin Kremer (de) Clemens Schickentanz          | Résultats |
| 5      | Spa-Francorchamps | #5 Gulf Racing                    | #40 Martini Racing                              | Résultats |
| 5      | Spa-Francorchamps | Derek Bell Mike Hailwood          | Reinhold Joest George Follmer                   | Résultats |
| 6      | Palermo           | #8 Martini Racing                 | #106 Scuderia Brescia Corse                     | Résultats |
| 6      | Palermo           | Herbert Müller Gijs van Lennep    | Giovanni Borri Mario Barone                     | Résultats |
| 7      | Nürburgring       | #1 SpA Ferrari SEFAC              | #55 Porsche Kremer Racing                       | Résultats |
| 7      | Nürburgring       | Brian Redman Jacky Ickx           | Paul Keller Jürgen Neuhaus Clemens Schickentanz | Résultats |
| 8      | Le Mans           | #11 Équipe Matra Simca            | #39 Automobile Charles Pozzi                    | Résultats |
| 8      | Le Mans           | Henri Pescarolo Gérard Larrousse  | Claude Ballot-Léna Vic Elford                   | Résultats |
| 9      | Österreichring    | #11 Équipe Matra Simca            | Aucun                                           | Résultats |
| 9      | Österreichring    | Henri Pescarolo Gérard Larrousse  |                                                 | Résultats |
| 10     | Watkins Glen      | #33 Équipe Matra Simca            | #16 Toad Hall Motor Racing                      | Résultats |
| 10     | Watkins Glen      | Henri Pescarolo Gérard Larrousse  | Milt Minter Michael Keyser                      | Résultats |

### Championnat du monde des constructeurs
Il y a deux classements, un premier pour toutes les catégories et un deuxième pour la catégorie GT uniquement.
Les voitures qui participent aux courses et qui ne font pas partie des catégories S (Sport) ou GT (Grand Tourisme) ne sont pas inscrites au championnat. Seuls les sept meilleurs résultats sont pris en compte dans le classement. Les autres points ne sont pas comptabilisés et sont indiqués en italique.

#### Classement toutes catégories
| Pos | Constructeur | 1  | 2  | 3  | 4  | 5  | 6  | 7  | 8  | 9  | 10 | Total |
| --- | ------------ | -- | -- | -- | -- | -- | -- | -- | -- | -- | -- | ----- |
| 1   | Matra        |    | 20 | 20 | 12 | 12 |    |    | 20 | 20 | 20 | 124   |
| 2   | Ferrari      | 15 | 15 | 15 | 20 | 10 |    | 20 | 15 | 12 | 15 | 115   |
| 3   | Porsche      | 20 | 8  | 3  | 3  | 8  | 20 | 10 | 10 | 3  | 6  | 82    |
| 4   | Mirage       |    |    | 8  |    | 20 |    |    |    | 10 | 10 | 48    |
| 5   | Lola         |    | 6  | 6  | 10 | 6  | 8  |    |    |    |    | 36    |
| 6   | Chevron      |    | 1  |    | 4  | 2  | 10 | 12 |    | 1  |    | 30    |
| 7   | Lancia       |    |    |    |    |    | 15 |    |    |    |    | 15    |
| 8   | Chevrolet    | 12 |    |    |    |    |    |    |    |    | 2  | 14    |
| 9   | Alfa Romeo   |    |    |    | 8  |    |    |    |    | 4  |    | 12    |

#### Classement catégorie GT
La catégorie GT n'a pas participé à la neuvième manche. Seuls les six meilleurs résultats sont retenus pour le championnat.
| Pos | Constructeur | 1  | 2  | 3  | 4  | 5  | 6  | 7  | 8  | 9 | 10 | Total |
| --- | ------------ | -- | -- | -- | -- | -- | -- | -- | -- | - | -- | ----- |
| 1   | Porsche      | 12 | 20 | 20 | 20 | 20 | 20 | 20 | 15 |   | 20 | 112   |
| 2   | Ferrari      | 20 |    |    |    | 12 |    |    | 20 |   | 8  | 60    |
| 3   | Chevrolet    | 15 |    |    |    |    |    |    | 8  |   | 15 | 38    |
| 4   | Alfa Romeo   |    |    |    |    |    | 12 |    |    |   |    | 12    |
| 5   | Alpine       |    |    |    |    |    | 6  |    |    |   |    | 6     |